# Atonia laterepunctata
Atonia laterepunctata är en tvåvingeart som beskrevs av Hermann 1950. Atonia laterepunctata ingår i släktet Atonia och familjen rovflugor. Inga underarter finns listade i Catalogue of Life.